# Hipotiroidismo
Hipotiroidismo (português europeu) ou hipotireoidismo (português brasileiro) é uma doença do sistema endócrino em que a glândula tiroide não produz hormonas da tiroide em quantidade suficiente. A condição pode causar uma série de sintomas, como a falta de tolerância ao frio, fadiga, obstipação, depressão e ganho de peso. Em alguns casos pode ocorrer aumento de volume da parte da frente do pescoço devido a um bócio. Se o hipotiroidismo durante a gravidez não for tratado, pode causar atrasos no crescimento e desenvolvimento intelectual do bebé, uma condição denominada cretinismo.
A causa mais comum de hipotiroidismo na generalidade do mundo é a deficiência de iodo na dieta. Nos países com iodo suficiente na dieta, a principal causa da doença é uma doença autoimune denominada tiroidite de Hashimoto. Entre as causas menos comuns estão um tratamento anterior com iodo radioativo, lesões no hipotálamo ou na adenoipófise, determinados medicamentos, hipotiroidismo congénito ou uma anterior  cirurgia à tiroide. A suspeita de um diagnóstico de hipotiroidismo pode ser confirmada com análises ao sangue, que avaliam os valores de hormona estimulante da tiroide (TSH) e tiroxina. O hipotiroidismo sub-clínico é uma forma pouco grave de hipotiroidismo caracterizada por valores de tiroxina normais e valores de TSH acima do normal.
A prevenção ao nível da população em geral tem sido feita com a iodização do sal. O hipotiroidismo pode ser tratado com a hormona sintética levotiroxina. A dose é ajustada de acordo com os sintomas e da normalização dos valores da tiroxina e de TSH. A medicação para a tiroide é segura durante a gravidez. Embora seja importante alguma quantidade de iodo na dieta, o iodo em excesso pode agravar determinados tipos de hipotiroidismo.
Estima-se que em todo o mundo haja mil milhões de pessoas com deficiência de iodo. No entanto, desconhece-se qual a percentagem que resulta em hipotiroidismo. Nos Estados Unidos, o hipotiroidismo afeta 0,3–0,4% das pessoas. Estima-se que o hipotiroidismo sub-clínico ocorra em 4,3–8,5% das pessoas nos Estados Unidos. O hipotiroidismo é mais comum entre mulheres do que em homens. As pessoas com mais de 60 anos são afetadas com maior frequência. A doença também ocorre em cães e, em casos raros, gatos e cavalos. O termo "hipotiroidismo" tem origem no grego hypo- ("diminuído"),  thyreos ("escudo") e eidos ("forma)"